# Миф о связи русских с этрусками
Миф о связи русских с этрусками («этруски — это русские») — псевдоисторическая и псевдолингвистическая концепция, согласно которой древний народ этруски отождествляется с русским этносом (либо с «русами» или Русью) или считается предками русских.
Миф этот связан с русской версией «арийской» идеи и основан, в частности, на попытках любительских прочтений современным русским языком надписей на этрусских монументах или сосудах. Прочтения этрусских надписей по-русски и интерпретация этнонима этруски как «это русские» используется для обоснования идеи широкой экспансии русских в древности.

## История представлений
Идея присутствует уже в легендарно-историческом сочинении XVII века Повести о Мосохе, рассказывающем о сыне Иафета Мосохе (библейском Мешехе), который сразу после Вавилонского столпотворения ушёл на север. Там он сделал остановку на реке, названной по его имени Москвой, и «народил московитов от своего имени». Потомками этих «московитов» была разрушена Троя; основана Венеция; они стали первыми насельниками «Римской области», этрусками, русский язык которых впоследствии «извратился»; они пленили Филиппа, отца Александра Македонского; завоевали Рим и стали его владыками ещё до того, как на Рим пришли готы и др. Хотя «един московский народ» населил почти всю Европу, это, «аще и разны имяны, но вси един московский народ»; «истинный же столп языка славянского в Московстей земли».
Авторы славянской школы заявляли о расселении славян на огромных территориях и в глубокой древности, для чего славяне отождествлялись ими с различными народами, включая этрусков. Идеи славянской школы были вскоре опровергнуты наукой. В методологическом плане эти идеи не соответствуют современной науке.
Представитель славянской школы Юрий Венелин считал, что к славянам принадлежали различные народы древности, и славяне являются одним из древнейших народов Европы. С Венелина началась идея отождествления этрусков со славянами и приоритета их письменности.
Российская императрица Екатерина II интересовалась древней славянской историей и рассматривала как «славянскую» топонимику Испании, Франции, Шотландии, Индии и Америки. Екатерина первой писала, что этрусские и рунические памятники связаны с «древним славянским письмом». Затем она пришла к идее, что славяне трижды завоевывали Европу от Дона до Швеции и Англии.
В конце 1830-х — 1840-х годах в борьбе с немецкой историографией идеи этого направления развивались одним из основоположников славянофильства Алексеем Хомяковым, который доказывал принадлежность славян к индоевропейцам. Это представление как таковое получило научные подтверждения, в отличие от конкретных аргументов Хомякова, утверждавшего, в частности, что славяне были расселены по всей первобытной Европе от Волги до Франции и Голландии. Славян он представлял одним из важнейших компонентов многих народов Европы, включая этрусков. Трою он считал славянской землёй и связывал с ней, а не с римским императором Траяном «века Траяновы» в «Слове о полку Игореве».
Представитель славянской школы Егор Классен находил славян на многих территориях и во многие эпохи. По его мнению, славяне обитали у Балтийского моря 4 тысячи лет назад, русы героически защищали Трою, жили в Аравии эпохи царя Соломона, в начале н. э. существовала «Великая Россия». Со славянами им отождествлялись почти все народы Геродотовой Скифии, начиная с самих скифов, а русские связывались с этрусками. Он писал, что уже 4 тысячи лет назад венеды обладали грамотой, и называл все рунические письмена славянскими. В целом он не выдвинул новых идей, а скомпилировал представления ряда других авторов. Эти авторы предпринимали попытки сформулировать методические приёмы работы и опираться на них при анализе источников, однако Классен этого не делал. Его труд имел идеологическую цель предоставить моральную компенсацию за поражение в Крымской войне, стремясь продемонстрировать исторические «преимущества» русских перед другими народами, доказать их особое политическое место в мире. Классен не имел авторитета ни у своих современников, ни у специалистов последующих поколений.
Представление о происхождении русских от этрусков отражено в работах советского исследователя Николая Марра, создателя псевдолингвистического «нового учения о языке»; однако этрусков Марр рассматривал не как этнос, а в качестве определённой стадии в развитии народов. Сторонники учения этимологически связывали русских и этрусков.
Начиная с рубежа 1930—1940-х годов советскими авторами продвигалась идея исключительно автохтонного развития раннеславянского единства, корни которого возводились к энеолиту или бронзовому веку. Развивалась гипотеза автохтонного формирования славянства в начале н. э. на обширной территории в Центральной и Восточной Европе — на пространстве между Доном и верховьями Оки и Волги в восточной части до Эльбы и Заале в западной части и от Эгейского и Чёрного морей в южной части до побережья Балтийского моря и Ладоги в северной части. Осуществлялся поиск следов «славянских колоний», предположительно существовавших во второй половине 1-го тыс. н. э. и к западу от данной территории вплоть до Рейна. В связи с возрождением представлений «славянской школы» в число предков славян были снова включены различные древние народы, включая этрусков. В рамках развивавшегося в 1940-е годы государственного шовинизма советская наука временно возродила ряд концепций славянской школы. Однако после смерти Сталина большая часть специалистов утратила интерес к этим идеям, включая многих бывших сторонников.
Нацистский идеолог Альфред Розенберг относил этрусков к вредоносным «азиатам», тогда как ряд русских авторов стремятся связать их с «русскими арийцами».
Русскими этрусков считал советский писатель Василий Захарченко, участник русского националистического движения в СССР, получившего известность как «русская партия». В 1996 году Захарченко совместно с Вадимом Чернобровом был выпущен сборник, включающий, в частности, сюжеты о «славянах-этрусках» и «Славянском царстве», которое, по мнению авторов, «старше египетских пирамид», об Атлантиде, о дешифрованном, по мнению авторов, Фестском диске, повествуется об «арийском» государстве на Южном Урале «древнее египетских пирамид» и др.
Советский историк академик Борис Рыбаков стремился удревнить историю русского народа, а также, хотя сам и не касался этой идеи, «открыл шлюзы для ненаучных построений типа поиска русов среди этрусков».
Неоязыческие писатели Владимир Щербаков и Валерий Скурлатов отождествляли славяно-русов с различными древними народами, включая с этрусков, изображая масштабную картину передвижений могущественных скотоводческих племен по территории всего евразийского степного пояса и близким к нему землям, представленным как исконный ареал этих древних, славянских, племён. Щербаков отождествлял этрусский язык со славянским, этрусков-расенов — с «восточными атлантами», выжившими в Малой Азии и Восточном Средиземноморье после гибели Атлантиды 12 тысяч лет назад. По мнению писателя, «этруски — это, образно говоря, лист, оторванный от хетто-славянского древа». Этруски, то есть славяне, помещаются автором у истоков древнеегипетской и левантийской культур; по его мнению они заселили Канарские острова, став предками гуанчей и устраивали экспедиции к берегам Центральной Америки, повлияв на майя и ацтеков. Развивая ряд идей Скурлатова, Щербаков утверждал, что древнейшие жители Палестины, сначала хананеи, позднее филистимляне первоначально также являлись «пеласгами-этрусками»; Библия была написана на языке хананеев, а не израильтян, которые, согласно писателю, появились в Палестине сравнительно недавно. По мнению Щербакова, другим исконным ареалом русов была Малая Азия, из которой после разгрома Трои население бежало в Европу, в том числе в Северное Причерноморье, в Поднепровье и до Балтийского моря, где восстановило свою государственность. Этрусков он отождествлял с «древнейшей ветвью средиземноморских племён», которые положили начало многим народам и культурам Средиземноморья и Малой Азии. Согласно Щербакову, по причине своей «слабохарактерности» этруски дали победить себя римлянам «и русы сейчас столь же бесхарактерны, как 2000 лет назад». Свои псевдоисторические изыскания на тему «этруски — потомки протославян» Щербаков использовал в фантастическом романе «Чаша бурь» (1985), где отождествляются этруски, славяне и русские. Идеи Щербакова о вечном, с эпохи палеолита, противостоянии этрусков («это русские») и «атлантов» (западной цивилизации) использовались идеологами неонацистской организации «Русское национальное единство». Неоязыческий автор А. М. Иванов (Скуратов) отвергал попытки представить этрусков «русскими».
Юрий Петухов, писатель и автор псевдоисторических работ, стремился доказать «славянство» многих народов древности, известных славными культурными деяниями или завоеваниями, включая этрусков («расенов-этрусков»). Петухов отождествлял «русов» с этрусками и другими древними народами, а также с «арийцами», рассматривал их в качестве расы и называл древнейшим народом в мире, существующим со времён палеолита, породившим многие другие народы и создавшим все основные цивилизации.

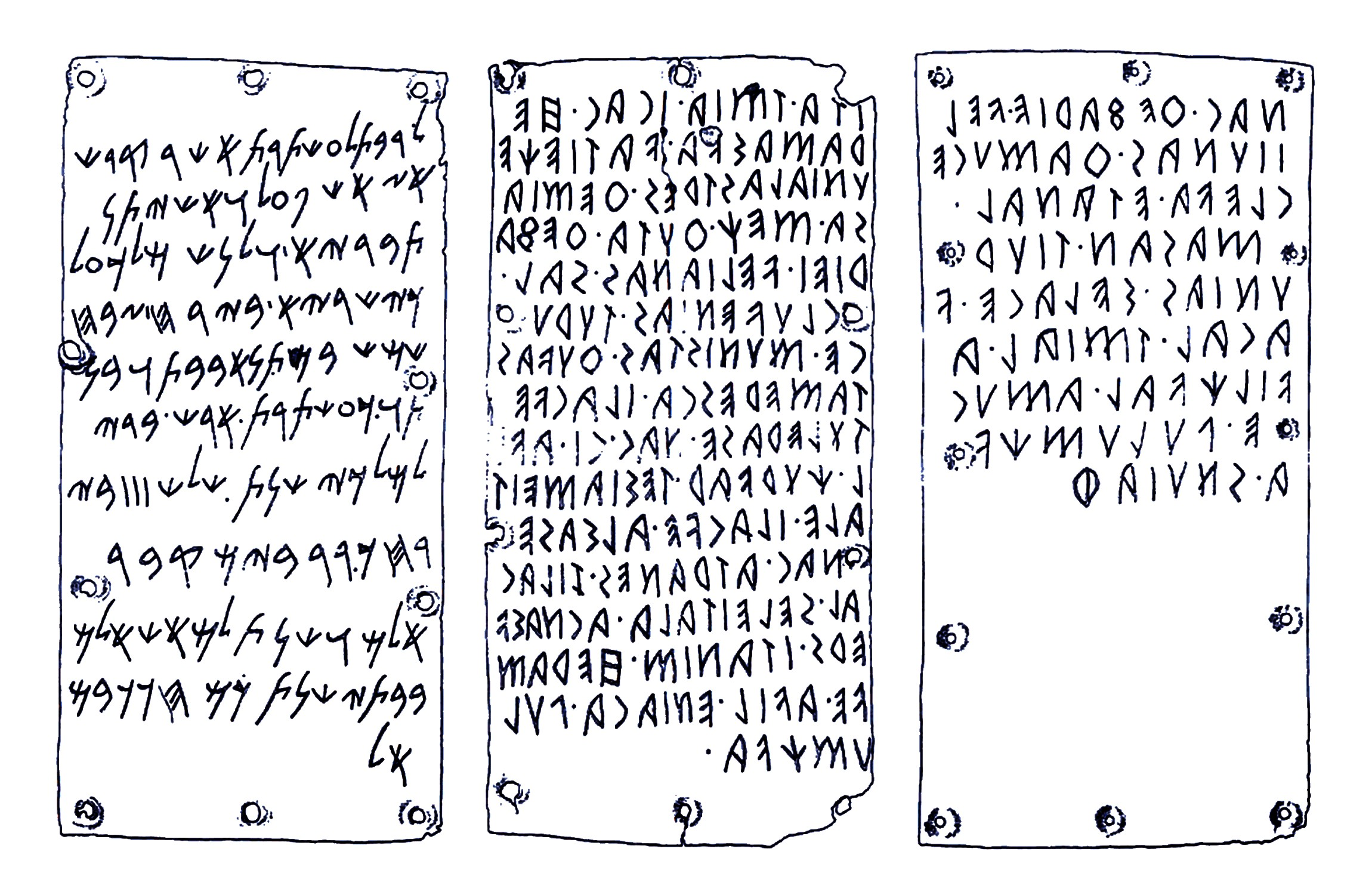
Текст на золотых пластинах из Пирги, прочитанный Гриневичем «по-славянски»

Геолог Геннадий Гриневич, известный любительскими «дешифровками» древних надписей, утверждал, что славяне обладали письменностью с 5-го тысячелетия до н. э., ссылаясь на таблички из Тэртерии, и эта письменность стала основой всех прочих систем письма. К древним «славянским культурам» он относил многие древнейшие культуры, включая этрусков. «Праславяне», согласно Гриневичу, имели не только древнейшую письменность, но и обладали летательными аппаратами с реактивными двигателями и смертоносным оружием типа атомной бомбы. Гриневич поставил цель доказать, что праславянский язык является древнейшим письменным языком в мире, а не «вторичным», то есть произошедшим от более древнего языка. Для этого он собрал большое число известных нерасшифрованных или не до конца ясных надписей, из самых разных частей Евразии — от долины Инда до Италии — и относящихся к разным периодам, начиная с 5-го тысячелетия до н. э. В один ряд он поставил Фестский диск, надписи из Троицкого городища, критские тексты, составленные линейным письмом А и линейным письмом Б, этрусские и протоиндийские надписи, а также «образец книжного дела IX века» — «Велесову книгу».
Находки табличек с пиктографическими знаками в Тэртерии, в Румынии, а также изучение знаков на глиняной посуде, принадлежавшей энеолитической культуре винча на Балканах, стимулировали поиски дохристианской славянской письменности. Ряд авторов, включая Скурлатова и Гриневича, изобразили их древнейшей в мире алфавитной письменностью, которая была создана «этрусками-славянами».
Виктор Безверхий, один из первых идеологов «русского ведизма», считал человеческую историю «историей, прежде всего, белых людей», создателей культуры и культуртрегеров. Основной ствол «белых людей», по его мнению, представляла следующая преемственность: шумеры, хетто-троянцы, этруски, скифы, сарматы, русские. В далёкую эпоху ареал славян охватывал масштабную территорию вплоть до Китая. Александр Белов, один из идеологов русского неоязычества, отождествлял «русов» с различными народами, в том числе с этрусками. По его мнению, все они выросли из мощного праславянского суперэтноса, причём русь он считал более ранним образованием, чем славяне.
Доктор философских наук Валерий Чудинов утверждал, что в древности всю Европу населяли только русские люди, в частности этруски, говорившие на разновидности белорусского языка.
Анатолий Фоменко и Глеб Носовский, авторы псевдоисторической «Новой хронологии», писали, что название «этруски» в числе многих других исторических названий образовано от слова «Русь».
Сатирик Михаил Задорнов, известный также как сторонник неоязыческих идей, воспроизводил идеи Щербакова и Гриневича о «славянском языке» этрусской письменности и «критского диска». Не различая этрусские надписи и «Велесову книгу», утверждал, что этруски писали «на дощечках». Задорнов разделял идею о великой русской цивилизации, существовавшей задолго до Рюрика, и обвинял в русофобии тех, кто не верит в это.
Украинский эмигрант Лев Силенко, основатель украинского неоязыческого движения РУН-вера, считал этрусков и пеласгов выходцами из Украины, которые создали блестящую микенскую культуру. Одной из первых книг, написанных под влиянием Силенко и изданных на Украине, стало посмертное сочинение специалиста по физической химии Александра Знойко (1989). В генеалогию украинцев-русичей Знойко включал ряд древних народов, в том числе этрусков, используя отождествление «Русь — этруски». На учение Силенко опиралась возникшая в 1990 годах политическая партия Украинская крестьянско-демократическая партия, одним из лидеров которой был писатель Сергей Плачинда, рассматривавший этрусков и ряд других древних народов как древние украинские племена. Он писал о могучем праукраинском, или древнеукраинском, племени этрусков, к которому принадлежал Иисус. Это племя переселилось из Прикарпатья и Галичины в Северную Италию, куда они принесли достижения культуры и цивилизации и создали могущественное государство. Украинская Этрурия породила Древнюю Грецию и Римскую империю. Древние украинцы основали Трою и Рим. Украинский археолог Юрий Шилов цитировал «Велесову книгу» по «переводу» неоязыческого автора Александра Асова и выдвинул свою версию её происхождения: она «могла быть создана потомками жрецов венедов-этрусков в конце IX в., где-то в Крыму».
Ряд других украинских авторов также писали о связях славян с этрусками и о родстве с этрусками «русов», то есть украинцев. Украинские неоязычники в качестве аргументации своих взглядов используют, в частности, «могилу Энея», расположенную в окрестностях Рима. Некоторые авторы, включая Плачинду и Бориса Яценко, пытались прочесть «эпитафию Энея» на основе украинского языка и пришли к выводу о прямом родстве троянцев и этрусков с современными украинцами. В Киеве была издана объёмная «Історія древньої України VII—I тисячоліття до н. е.», где помещён этрусско-украинский словарь, передающий при помощи различных фонетических сближений народную этимологию: «этруски — это руськи».

## Исторический контекст
Этруски, древний народ, имевший самоназвания расены, Rasenna, Raṡna, населяли в 1-м тыс. до н. э. преимущественно северо-западную часть Аппенинского полуострова, историческую область Этрурия, в основном современная Тоскана, между рек Арно и Тибр. Начиная с Античности выдвигались разные версии этрусского этногенеза. В начале XXI века наиболее плодотворной рассматривается точка зрения об этногенезе этрусков как сложном процессе с участием местных компонентов, а также населения, прибывшего морем с Востока, вероятнее всего из Малой Азии. Этот процесс относится к началу 1-го тысячелетия до н. э. Археологические памятники, которые соотносятся с этрусками, датируются не ранее VIII века до н. э.; дискуссионной является их связь с предшествующей им культурой Вилланова.
Славяне известны в греко-латинских источниках с VI века как склавины. По данным археологии, славяне сложились не позднее второй половины IV века. Близость славянских языков в сочетании с масштабной территорией и отсутствием политического единства, а также языковом сходстве древнейших славянских письменных памятников (конец 1-го — начало 2-го тысячелетия) свидетельствуют о компактности их исходного проживания и позднем распаде общности. По мнению большинства исследователей, древние, ранние славяне населяли лесную и лесостепную зону от реки Одер до Среднего Поднепровья и прилегающей территории Полесья. Первое бесспорное упоминание руси («народа рос») содержится под 839 годом в Бертинских анналах.
Лингвист, академик А. А. Зализняк писал о произвольности допущения, что предки русских в древности могли проживать в Италии. Он также отмечал, что ни одно из прочтений этрусских надписей на современном русском языке не может быть верным в том числе потому, что предшественник русского языка в эпоху этрусков выглядел существенно иначе. Слово «русский» в 1-м тысячелетии до н. э. в славянском мире вообще не существовало. Если гипотетически предположить его существование, то в языке, предшествовавшем славянскому, оно должно было бы иметь вид [rous-isk-os]. Основным наименованием этрусков у латинян было tuscī (ср. современное Toscana, первоначально означала 'страна этрусков') — из более раннего turscī (ср. оскское название этрусков turskum и греческое tyrsēnoi, с вариантом tyrrēnoi, откуда происходит название Тирренского моря). Латинский вариант etruscī является явно вторичным. Самоназванием этрусков было совершенно иное слово — rasna. «Это русские» является целым предложением; не существует никаких примеров построения наименования народа как предложения.